# Aichholzhof (Markgröningen)
Der Aichholzhof ist eine kleine landwirtschaftliche Siedlung am Standort des wüst gefallenen Weilers Aicholtz auf der Markung der Stadt Markgröningen im baden-württembergischen Landkreis Ludwigsburg.

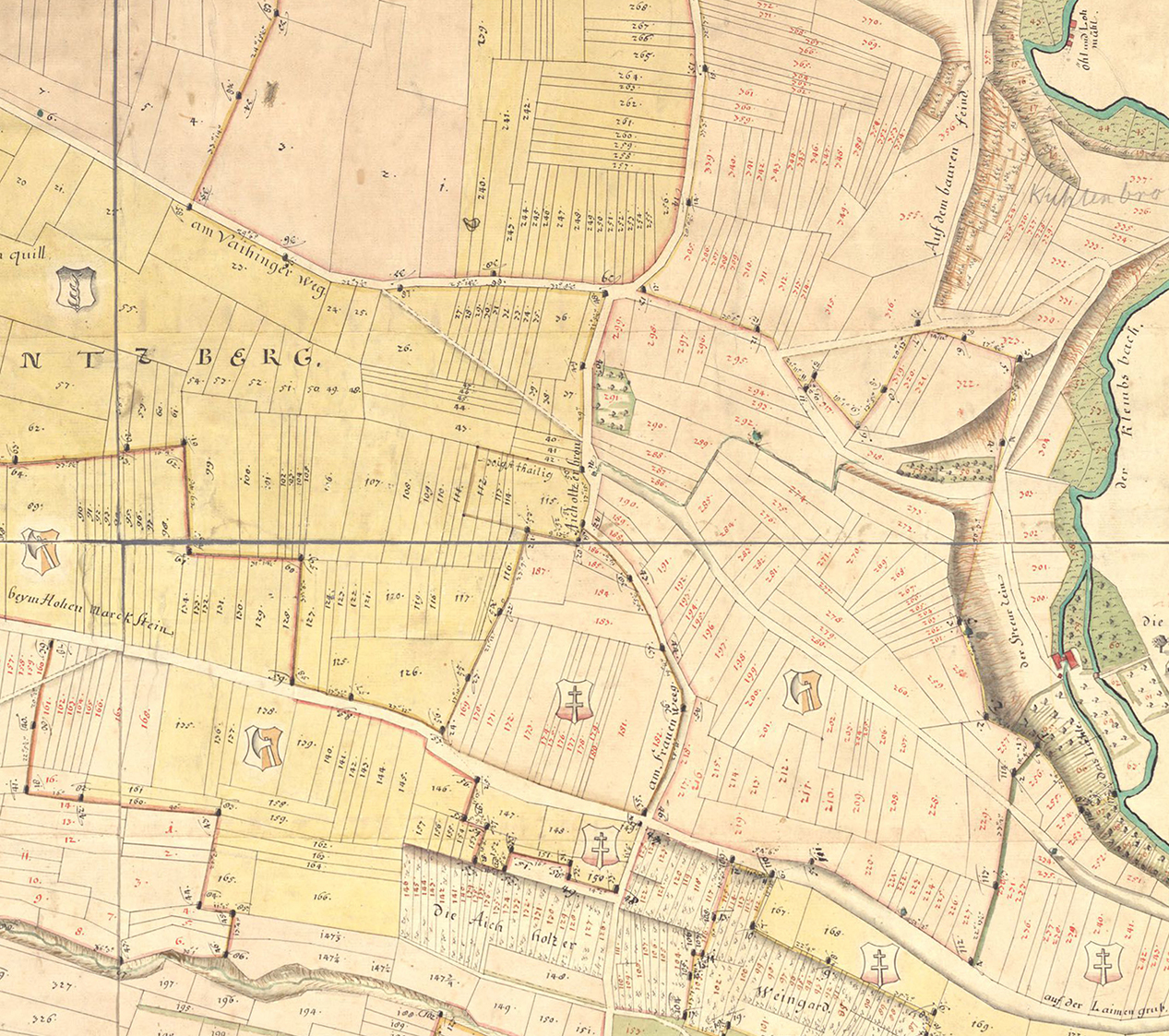
Wüstung beim „Aicholtzer Bronn“

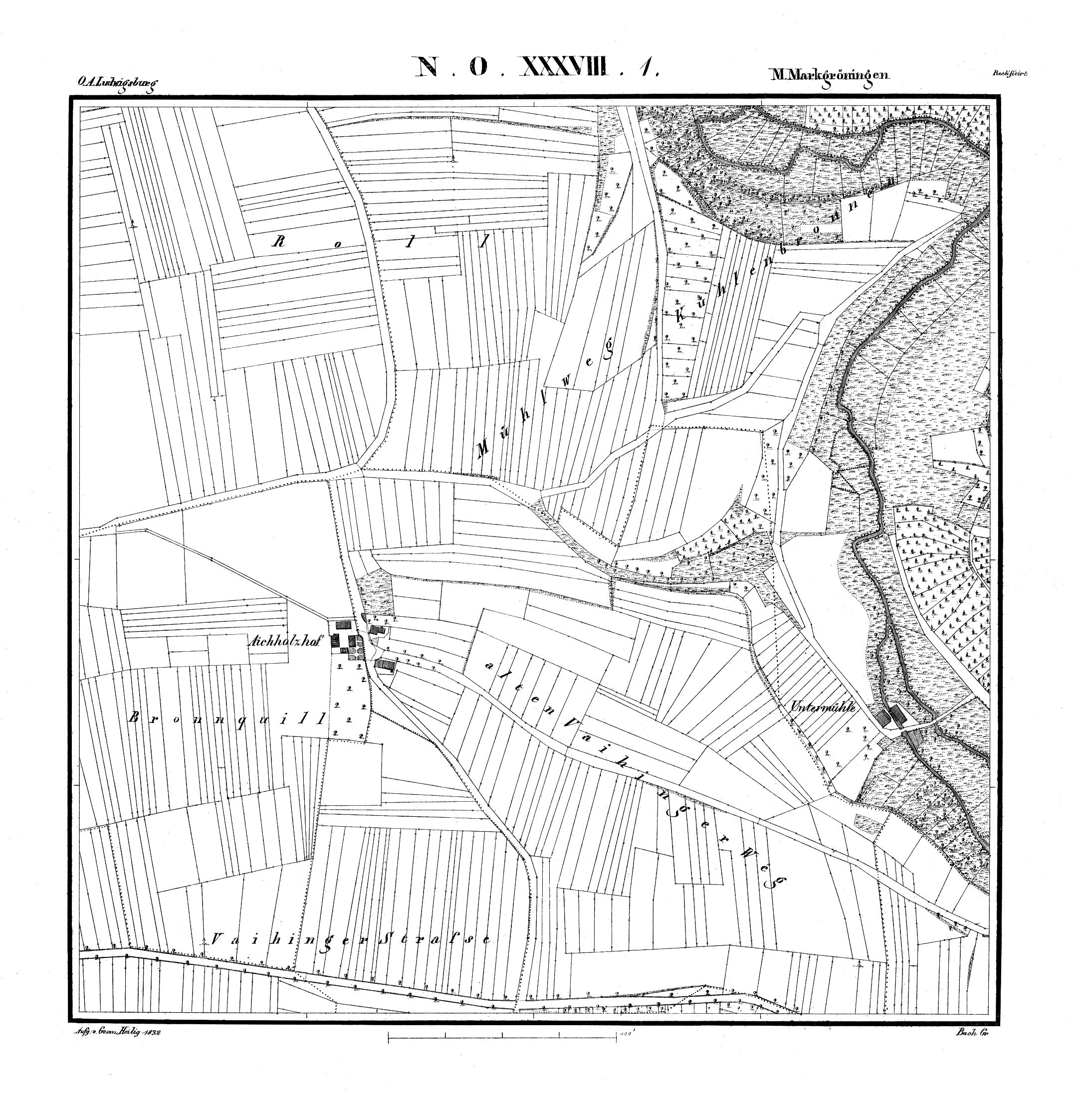
Königliche Domäne Aichholzhof auf der Urflurkarte von 1832

## Geschichte
Die ehemalige württembergische Domäne Aichholzhof auf einer lössbedeckten Hochfläche westlich der Glems wurde früher auch Katharinenhof genannt. Wie andere alemannische Siedlungen ist der Weiler offenbar aus einem römischen Gutshof hervorgegangen, von dem im 19. Jahrhundert zahlreiche Überreste in unmittelbarer Nachbarschaft und auf dem Gelände der damals königlichen Domäne entdeckt wurden. Der von Grüningen durch den ehemaligen Weiler über Pulverdingen und unterhalb der Burg Dauseck nach Enzweihingen verlaufende „Alte Vaihinger Weg“ soll zudem auf eine Römerstraße zurückgehen. Der Alte Weg verlor bereits im 18. Jahrhundert durch den Bau einer neuen „Chaussee“ zum „Gröninger Hochgericht“ an der heutigen Bundesstraße 10 seine ursprüngliche Bedeutung und wurde im 19. Jahrhundert aufgegeben.
1393 übertrug die  Esslinger Spitalnonne Dorothea von Steig einen der Höfe des für 1480 noch belegten Weilers „Aicholtz“ an das Katharinenhospital Esslingen. Ein weiteres Hofgut war bis zu deren Aussterben im 16. Jahrhundert im Besitz der Herren von Sachsenheim und fiel wie das Gut des Katharinenspitals an Württemberg. Im Dreißigjährigen Krieg ist der Weiler vermutlich abgegangen. 1752 ist er auf der Markgröninger Aussfeld-Karte noch als Wüstung beim „Aicholtzer Bronn“ zu erkennen.
Seit 1799 erwarb der Kameralverwalter Karl Amandus Friedrich Stockmaier verschiedene Grundstücke auf der Markung Markgröningen. In den Jahren 1811/12 wurden ein Wohnhaus mit Scheune und Stall errichtet. Apotheker Speidel kaufte 1835 das Gut, um es nach einem Jahr an den Hohenheimer Professor Karl Pistorius weiterzuverkaufen. Dieser ließ von 1837 an weitere Gebäude auf dem Gut errichten: einen Stall, ein Backhaus und einen Getreidespeicher. Später wurde für die Landarbeiter noch ein Gesindehaus gebaut. Im Jahr 1846 kaufte die Hofdomänenkammer als private Vermögensverwaltung der württembergischen Königsfamilie den Aichholzhof von Professor Pistorius um 40.000 Gulden. Als erster Pächter zog Friedrich Josenhans aus Markgröningen auf und bewirtschaftete die Domäne bis 1870. Dann pachtete Jakob Bayha mit einer kurzen Unterbrechung den Hof bis 1900. Schließlich bewirtschaftete die Pächterfamilie Marstaller den Aichholzhof bis zur Lösung des Pachtverhältnisses.
Wegen seiner günstigen Lage wurde der Aichholzhof als sehr gute Domäne betrachtet. Die Deutsche Bundesbahn benötigte jedoch so viel Gelände für die Schnellbahnstrecke von Stuttgart nach Mannheim, dass eine weitere Verpachtung nicht mehr in Frage kam. Deshalb wurde das Pachtverhältnis 1976 aufgelöst. Im folgenden Frühjahr verkaufte die Hofkammer das Domänengelände an die Deutsche Bundesbahn und an die Landsiedlung Baden-Württemberg GmbH.
Der Aichholzhof ist heute vor allem für sein Reitturnier des auf dem Hof ansässigen und mittlerweile über 60 Jahre alten Reit- und Fahrvereins Markgröningen-Möglingen bekannt. Außerdem gibt es eine Besenwirtschaft und einen Hofladen.